# Шанда (деревня)
Шанда́ — деревня в Гурьевском районе Кемеровской области. Входит в состав Раздольного сельского поселения.

## География
Центральная часть населённого пункта расположена на высоте 206 м над уровнем моря.

## Население
| 2010 |
| ---- |
| 198  |

### Половой состав
По данным Всероссийской переписи населения 2010 года, в деревне Шанда проживало 198 человек (91 мужчина, 107 женщин).

## Известные уроженцы
- Четонов, Алексей Семёнович (1916—1945) — советский военнослужащий, старший сержант, Герой Советского Союза.